# Zambi
Nzambi a Mpungu, também conhecido como Nzambi ou Nzambi Mpungu, é o deus supremo, eterno e criador da tradição espiritual do povo Bakongo, na África Central. É considerado o pai celeste e deus solar, relacionado ao fogo e à transformação. Sua contraparte feminina é Nzambici, deusa lunar e mãe celeste.
Antes da colonização, Nzambi Mpungu e Nzambici eram compreendidos como forças complementares — os "Milagres dos Milagres" — que criaram o universo espiritual (Ku Mpémba) e físico (Ku Nseke). Eles existiam em todas as partes e não estavam submetidos às hierarquias da teologia ocidental.

## História
O nome Nzambi Mpungu aparece nos registros portugueses desde o início do século XVI, durante os contatos com o Reino do Congo. Missionários e intelectuais locais, como o rei Afonso I do Congo, adotaram o termo para traduzir a noção cristã de "Deus" para o quicongo. Um catecismo perdido de 1557 e outro de 1624, supervisionado pelo padre jesuíta Mateus Cardoso, já usavam esse nome.
Com a colonização portuguesa, ocorreu uma tentativa de sincretizar o cristianismo com a cosmologia africana. Muitos bakongos passaram a associar Nzambi Mpungu ao Deus cristão, enquanto outros espíritos, como os simbi e nkisi, foram rebaixados a "espíritos menores", em uma lógica próxima à dos anjos na tradição cristã.
Um provérbio quicongo afirma: Ku tombi Nzambi ko, kadi ka kena ye nitu ko — "Não se procura por Deus, pois Ele não tem corpo".

## Etimologia e nomes alternativos
A palavra "Nzambi" provém das línguas bantas, como o quicongo e o quimbundo, significando originalmente "senhor do mundo". No século XV, era título do rei de Loango, e, após a chegada dos portugueses, passou também a designar o rei de Portugal, até se consolidar como sinônimo de "Deus Supremo".
Formas variantes incluem: Zâmbi, Zambiapungo, Zambiapongo, Zambiampungo, Zambiapombo, Zambiapunga, Zambiumpungo, Zambiupongo, Zamunipongo e Zamuripongo.

## Nzambi na diáspora africana

### Candomblé Bantu
No Candomblé Bantu, praticado no Brasil, Nzambi (ou Zambi) é reconhecido como o deus criador, o ser supremo que deu origem ao universo e à vida. Após a criação, ele teria se retirado do mundo, permanecendo responsável apenas por forças como a chuva e a saúde. Não se presta culto direto a Nzambi — o contato com o divino ocorre por meio dos inquices, suas forças intermediárias.
Nzambi é frequentemente sincretizado com o Senhor do Bonfim, e por vezes é associado a Calunga, divindade das águas profundas e do mundo espiritual.

### Kumina
Na tradição religiosa Kumina, da Jamaica, o deus criador é chamado de "King Zombi", uma derivação de Nzambi Mpungu.

### Palo
No Palo, religião afro-cubana, Nzambi é o criador do universo e a força vital presente na natureza e nos mortos. As forças de Nzambi podem ser manipuladas por meio do Nganga, o sacerdote, durante os rituais.

## Perspectiva do Candomblé
Na cosmovisão do Candomblé, especialmente nas nações de origem bantu, Nzambi não é apenas um conceito teológico, mas um princípio filosófico que estrutura a existência. Ele não é cultuado diretamente, pois sua transcendência é tamanha que só pode ser acessado por meio dos inquices — entidades da natureza que personificam aspectos do mundo e da vida. A lógica do Candomblé bantu rejeita a hierarquia estrita entre divindades e reconhece a importância de cada força como expressão de Nzambi no mundo. Essa organização espiritual contrasta com a verticalidade das religiões abraâmicas, e reflete um modelo de interdependência entre o visível e o invisível.